# Minoa amylaria
Minoa amylaria är en fjärilsart som beskrevs av De la Harpe 1851. Minoa amylaria ingår i släktet Minoa och familjen mätare. Inga underarter finns listade i Catalogue of Life.